# Nichols (villa)
Nichols es una villa ubicada en el condado de Tioga, en el estado estadounidense de Nueva York. En el año 2000 tenía una población de 574 habitantes y una densidad de 434 personas por km².

## Geografía
Nichols se encuentra ubicada en las coordenadas 42°1′12″N 76°22′7″O / 42.02000, -76.36861.

## Demografía
Según la Oficina del Censo en 2000 los ingresos medios por hogar en la localidad eran de $38,864, y los ingresos medios por familia eran $41,667. Los hombres tenían unos ingresos medios de $27,361 frente a los $23,750 para las mujeres. La renta per cápita para la localidad era de $14,060. Alrededor del 15% de la población estaban por debajo del umbral de pobreza.